# Célio Moreira
Célio de Cássio Moreira (Belo Horizonte, em 24 de julho de 1956) é um político brasileiro.
É membro da Renovação Carismática Católica, da Sociedade de São Vicente de Paulo e do Rotary Club. Foi eleito vereador para dois mandatos na capital mineira, para as legislaturas 1997-2000 e 2001-2004, afastando-se do cargo em 2003, pois foi eleito deputado estadual na Assembléia Legislativa do Estado de Minas Gerais para a legislatura de 2003-2007, reelegendo-se para as legislaturas 2007-2011 e 2011-2014. Foi também Subsecretário Municipal de Esportes da Prefeitura de Belo Horizonte, na gestão do então Prefeito Márcio Lacerda. Atualmente, é filiado ao PSD.